# También es rock
Albums de Luis Miguel
Ya nunca más
(1984) Palabra de honor
(1984)
Tambien es Rock est un EP sorti en 1984 par le chanteur mexicain Luis Miguel. Tous les titres sont des reprises, principalement de chansons d'Elvis Presley. Édité par EMI Music, il est sorti sous forme d'album compilation.

## Contexte
Au début de sa carrière certains l'ont comparé à Elvis Presley en raison de la réaction qu'il a provoquée chez ses fans. « J'admire vraiment Elvis, c'est l'un de mes chanteurs préférés. J'ai plusieurs de ses albums, mais je ne l'imite pas sur scène et je n'oserais même pas essayer. Mais ces tenues sont portées par des chanteurs comme Tom Jones ou Sandro », a-t-il déclaré dans une interview publiée dans le livre Luis Miguel, la historia, écrit par Javier León Herrera,.

## Liste de pistes
| # | Titre, | Durée |
| - | --- | ----- |
| 1 | Medley - Negro es negro (Black Is Black), Rey criollo (King Creole), Muévanse todos (Twist and Shout), El rock de la cárcel (Jailhouse Rock)                                | 4:15  |
| 2 | Medley - Nena no me importa (Baby I Don't Care), Trátame bien (Treat Me Nice), Ahora o nunca (It's Now or Never)                                                            | 4:10  |
| 3 | Medley - Aviéntense todos (C'mon Everybody), Pólvora (Dynamite), Popotitos (Bony Moronie), Presumida (High Class Baby)                                                      | 4:18  |
| 4 | Medley - Perro callejero (Hound Dog), No seas cruel (Don't Be Cruel), Osito Teddy (Teddy Bear), Estremécete (All Shook Up)                                                  | 3:30  |
| 5 | Medley - Chica alborotada (Tallahassee Lassie), Confidente de secundaria (High School Confidential), Buen rock esta noche (Good Rockin' Tonight)                            | 2:56  |
| 6 | Medley - Susy Q (Susie Q), Memphis (Memphis Tennessee), Música de rock and roll (Rock and Roll Music)                                                                       | 2:45  |
| 7 | Medley - Al compás del reloj (We're Gonna), Rip It Up, La marcha de los santos (The Saints Rock And Roll), Nos vemos cocodrillo (See You Later Alligator), Lucila (Lucille) | 4:05  |